# Sahil Babayev
Sahil Babayev est ministre du travail et de la protection sociale de la population de la République d'Azerbaïdjan. 

## Vie
Né en 1980 à Bakou, Sahil Babayev a obtenu une licence (2000) et une maîtrise (2002) avec mention en droit international et relations internationales de l’Université d’État de Bakou. En 2010, il a obtenu un doctorat en droit de la même université. 
Il est membre du Parti du nouvel Azerbaïdjan.
Sahil Babayev est un officier militaire de réserve.
Il parle couramment l'anglais, le russe, le turc et le français.

## Vie privée
Babayev est marié et père de 2 enfants.

## Carrière
De 1999 à 2006, il a travaillé en tant que spécialiste principal et chef de département au Département des investissements étrangers de la Compagnie pétrolière nationale de la République d'Azerbaïdjan (SOCAR). Babayev a participé à la préparation des accords de partage de production ainsi que des accords de vente de gaz naturel et des contrats intermédiaires pétroliers et gaziers. 
À partir de 2009, il a occupé le poste de chef du département des investissements étrangers et de la coordination de l'aide au ministère de l'Économie et à partir de 2011, il a occupé le poste de chef du département de la coopération avec les organisations internationales.
Il a été chargé de cours au Département de droit international de l'Université d'État de Bakou et de l'Académie diplomatique d'Azerbaïdjan, a participé à diverses formations et cours de droit international et de droit des contrats en Angleterre, en France et dans d'autres pays. 
Il est l'auteur de mémoires et de monographies sur les contrats pétroliers internationaux, les accords de partage de production, les procédures juridiques internationales et les procédures judiciaires internationales.
Le 13 mars 2014, il a été nommé sous-ministre de l'Économie et de l'Industrie, le 30 janvier 2016, sous-ministre de l'Économie.
Il a également été coprésident de commissions intergouvernementales avec l'Allemagne, la République tchèque, la Slovénie, l'Argentine et le Brésil, le Groupe de travail Azerbaïdjan-Iran sur le financement de la section Racht-Astara du corridor Nord-Sud, et membre des commissions intergouvernementales avec 19 des pays.
Il a été nommé Ministre du travail et de la protection sociale de la population de la République d'Azerbaïdjan par décret du Président de la République d'Azerbaïdjan en date du 21 avril 2018.